# Alvéolo pulmonar
Um alvéolo pulmonar (do latim alveolus, 'pequena cavidade') é uma das milhões de cavidades ocas e distensíveis em forma de copo nos pulmões onde ocorre a troca gasosa pulmonar. O oxigênio é trocado por dióxido de carbono na barreira sangue-ar entre o ar alveolar e o capilar pulmonar. Os alvéolos constituem o tecido funcional dos pulmões dos mamíferos conhecido como parênquima pulmonar, que ocupa noventa por cento do volume pulmonar total.
Os alvéolos estão localizados primeiro nos bronquíolos respiratórios que marcam o início da zona respiratória. Eles estão localizados esparsamente nesses bronquíolos, revestem as paredes dos ductos alveolares e são mais numerosos nos sacos alveolares de extremidade cega. Os ácinos são as unidades básicas da respiração, com trocas gasosas ocorrendo em todos os alvéolos presentes. A membrana alveolar é a superfície de troca gasosa, cercada por uma rede de capilares. O oxigênio é difundido através da membrana para os capilares e o dióxido de carbono é liberado dos capilares para os alvéolos para ser expirado.
Os alvéolos são específicos dos pulmões dos mamíferos. Diferentes estruturas estão envolvidas na troca gasosa em outros vertebrados.

## Estrutura

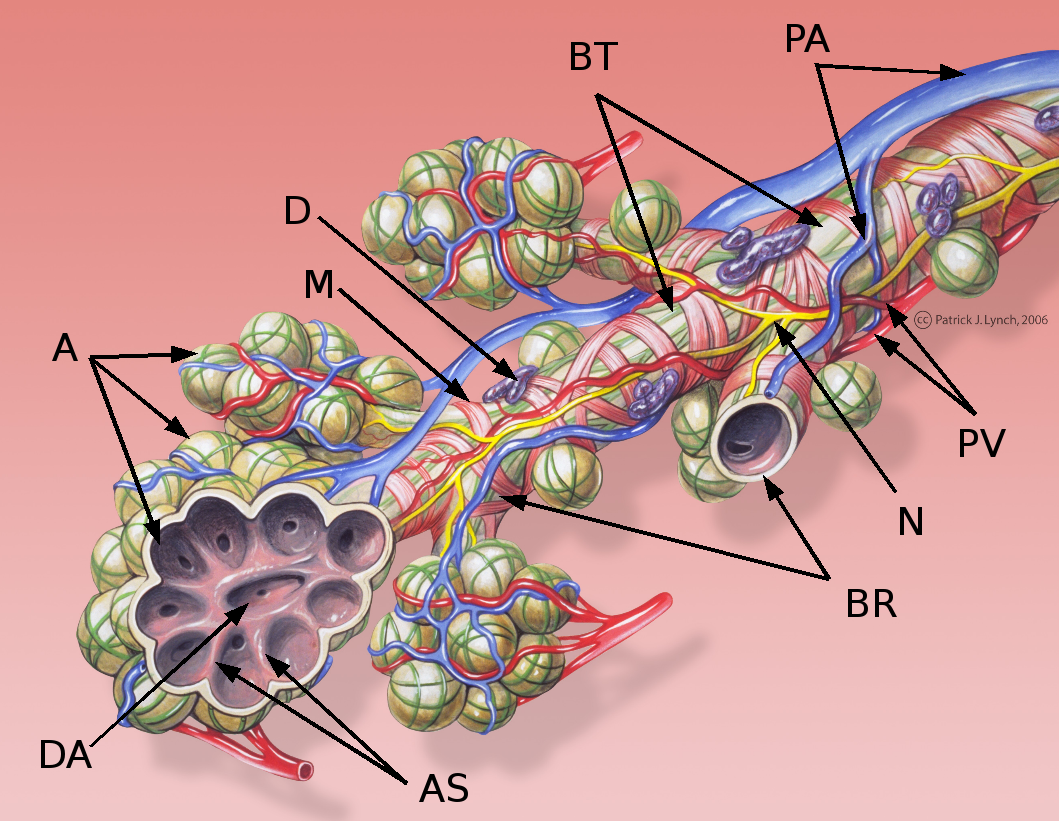
Anatomia brônquica mostrando bronquíolos terminais (BT) que levam aos bronquíolos respiratórios (BR) e ductos alveolares (DA) que se abrem em sacos alveolares contendo bolsas de alvéolos (A) separadas por septos alveolares (AS)

Os alvéolos são primeiramente localizados nos bronquíolos respiratórios como bolsas externas dispersas, estendendo-se de seus lúmens. Os bronquíolos respiratórios correm por extensões consideráveis e tornam-se cada vez mais alveolados com ramos laterais de ductos alveolares que se tornam profundamente revestidos com alvéolos. Os ductos são numerados entre dois e onze de cada bronquíolo. Cada ducto se abre em cinco ou seis sacos alveolares nos quais se abrem aglomerados de alvéolos.
Cada unidade respiratória terminal é chamada de ácino e consiste nos bronquíolos respiratórios, ductos alveolares, sacos alveolares e alvéolos. Novos alvéolos continuam a se formar até a idade de oito anos.
Um par típico de pulmões humanos contém cerca de 480 milhões de alvéolos, proporcionando uma área de superfície total para troca gasosa entre 70 e 80 metros quadrados. Cada alvéolo é envolto em uma malha fina de capilares cobrindo cerca de 70% de sua área. O diâmetro de um alvéolo está entre 200 e 500 μm.

### Microanatomia
Um alvéolo consiste em uma camada epitelial de epitélio escamoso simples (células muito finas e achatadas), e uma matriz extracelular cercada por capilares. O revestimento epitelial é parte da membrana alveolar, também conhecida como membrana respiratória, que permite a troca de gases. A membrana tem várias camadas – uma camada de fluido de revestimento alveolar que contém surfactante, a camada epitelial e sua membrana basal; um fino espaço intersticial entre o revestimento epitelial e a membrana capilar; uma membrana basal capilar que frequentemente se funde com a membrana basal alveolar e a membrana endotelial capilar. A membrana inteira, entretanto, tem apenas entre 0,2 μm em sua parte mais fina e 0,6 μm em sua parte mais espessa.
Nas paredes alveolares existem passagens de ar interconectadas entre os alvéolos, conhecidas como poros de Kohn. O septo alveolar que separa os alvéolos no saco alveolar contém algumas fibras de colágeno e fibras elásticas. Os septos também abrigam a rede capilar emaranhada que envolve cada alvéolo. As fibras elásticas permitem que os alvéolos se estiquem quando se enchem de ar durante a inalação. Eles então retornam durante a exalação para expelir o ar rico em dióxido de carbono.

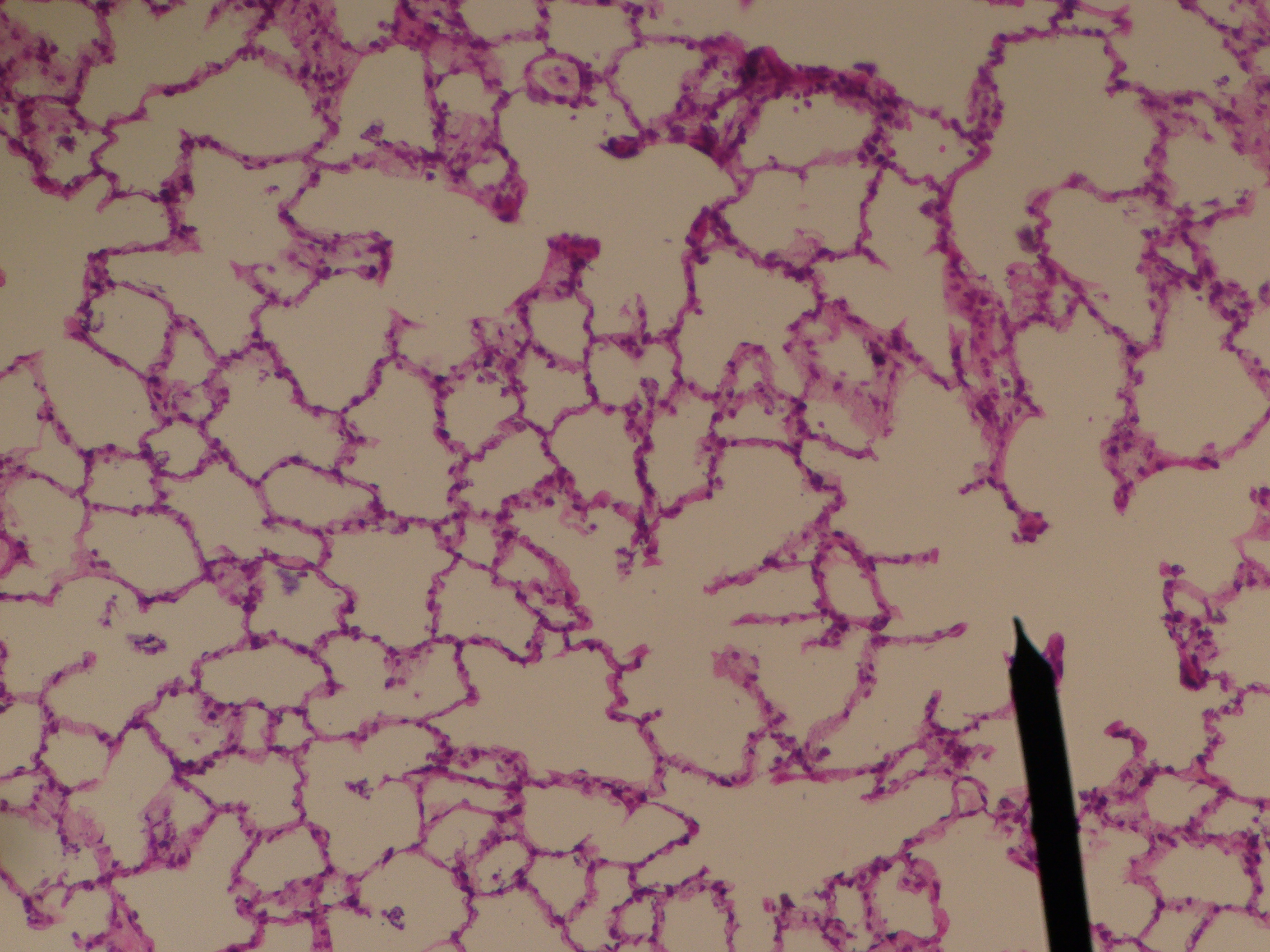
Uma lâmina histológica de um saco alveolar humano

Existem três tipos principais de células alveolares. Dois tipos são os pneumócitos ou pneumonócitos conhecidos como células tipo I e tipo II encontradas na parede alveolar, e uma grande célula fagocítica conhecida como macrófago alveolar que se move nos lúmens dos alvéolos e no tecido conjuntivo entre eles. As células tipo I, também chamadas de pneumócitos tipo I, ou células alveolares tipo I, são escamosas, finas e planas e formam a estrutura dos alvéolos. As células tipo II, também chamadas de pneumócitos tipo II ou células alveolares tipo II, liberam surfactante pulmonar para diminuir a tensão superficial e também podem se diferenciar para substituir células tipo I danificadas.

## Imagens adicionais

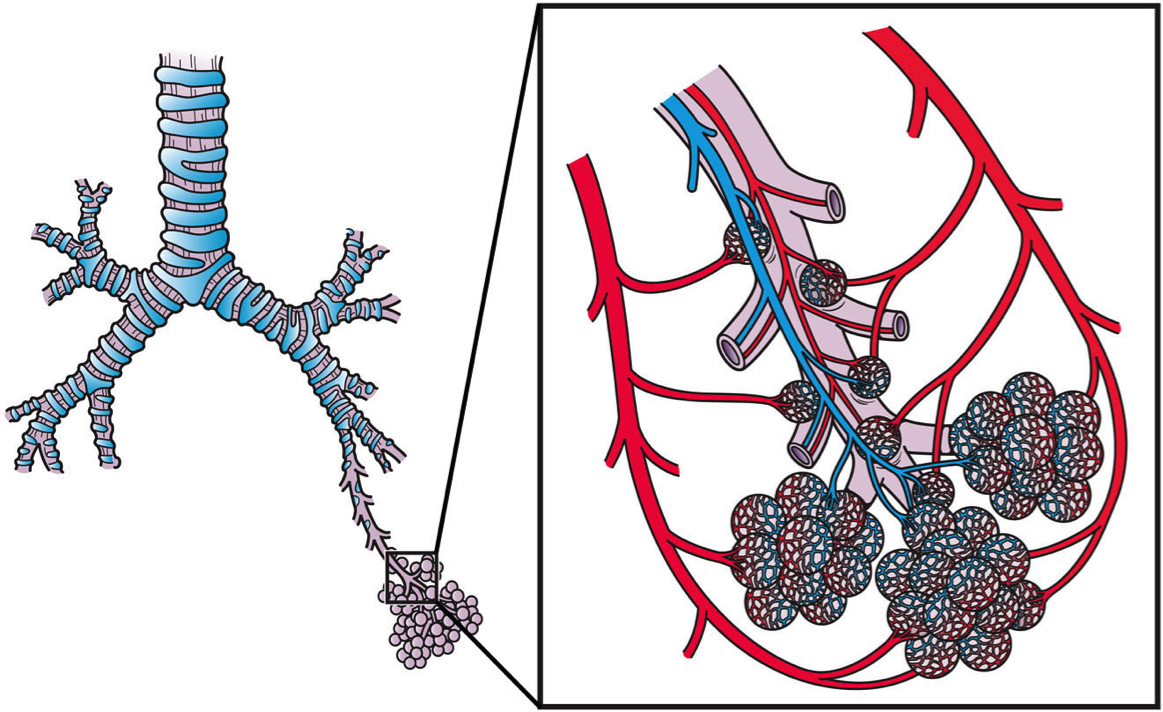
Circulação sanguínea ao redor dos alvéolos
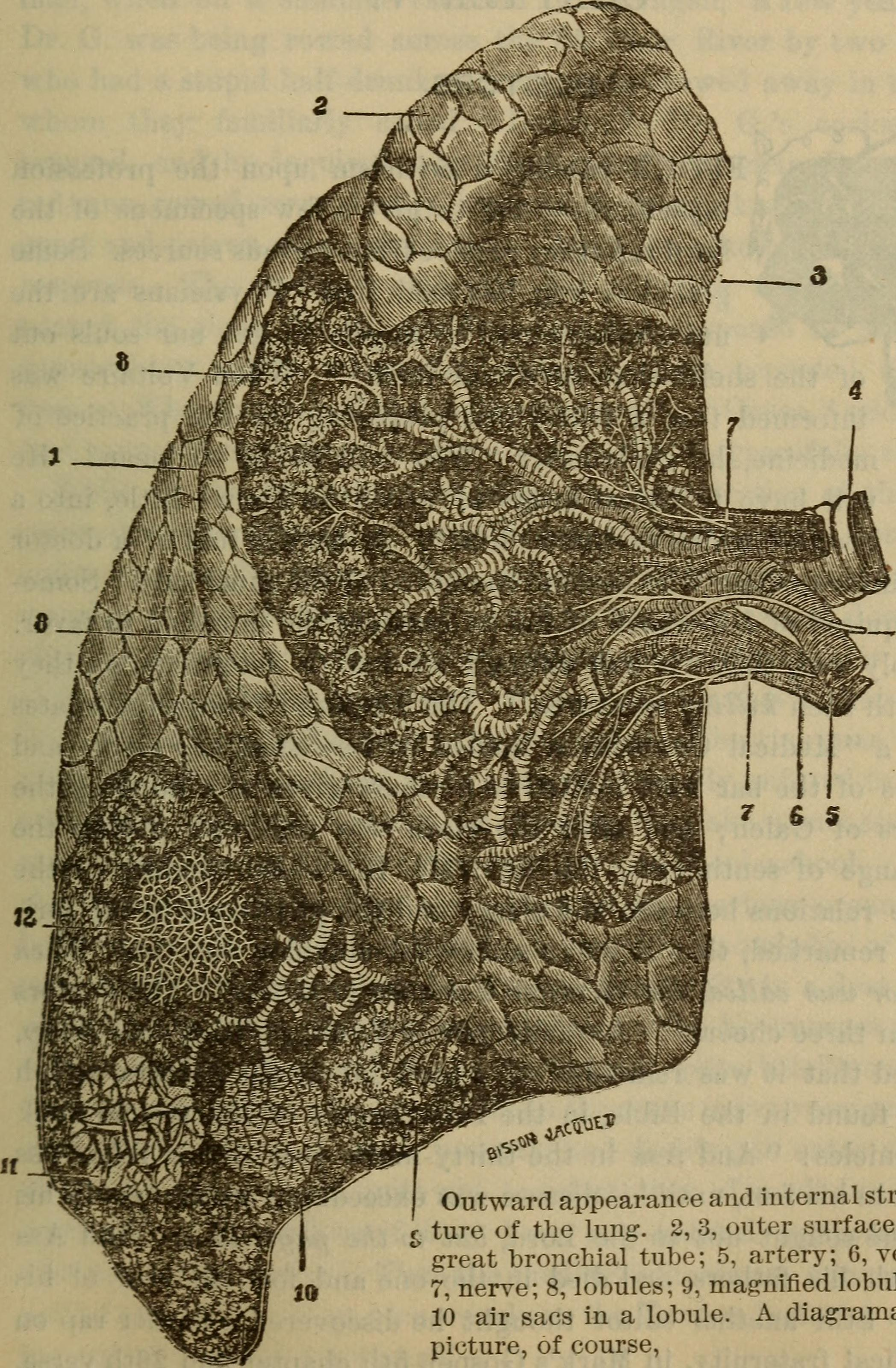
Visão esquemática do pulmão mostrando estruturas internas ampliadas, incluindo sacos alveolares em 10) e lóbulos em 9)